# みか・もりしゃんのGamers Amusement Station
みか・もりしゃんのGamers Amusement Station（みか・もりしゃんのゲーマーズ アミューズメント ステーション）は2004年10月1日から2005年7月22日までラジオ関西で放送（音泉では再配信）されたラジオ番組。

## パーソナリティ
- かないみか
- 森訓久

## 放送局
- ラジオ関西 毎週金曜日27:30～28:00

## 内容
前番組の「みか・もりしゃんのぴんくだよ!ぶらっくどらごん」（通称：ぴんぶら）から継承。後番組は『Broccoli The Night 水野良 produce りょーことゆーなのG☆A☆』。

### 番組タイトルの歴史
「かないみかのぴんくどらごん」→「かないみかのももいろどらごん」→「賢雄・みかのぶらっくどらごん」→「みか・もりしゃんのぴんくだよ!ぶらっくどらごん」

## 放送概要
- スポンサーはブロッコリーの1社。
- みかは大のおっぱい好きであり、本編内で巨乳の話などがあるとかなり盛り上がる。
- 深夜という時間帯上、下ネタが多い。そのため、放送禁止音（銃の音）が時たま入ることがある。

## コーナー
オープニングコント
番組冒頭にやるコーナー。採用時には多少手直しされる場合もあり（ゲストがいる場合など）。役柄や起承転結がカギ。
ふつおた
普通のお便り
モリ・キャラット
○○・キャラット
「○○」に当てはめてオリジナルキャラクターを作るコーナー
みかはもう二十歳過ぎだから（旧：みかはもう二十歳だから）
自称二十歳のみかさんにためになること・ならないことを教えていくコーナー
どちらかといえばウソネタ系ギャグで攻めるリスナーのハガキ・メールが多い傾向。
※＃25（2005年3月18日）の放送から現タイトルに変更
ゲーマーズインフォメーション
大半がブロッコリーとあまり関係ないトークで放送されている中、唯一ブロッコリー関連の最新情報を届けるコーナー。でも担当はギャラクシーエンジェルのノーマッド＆モリ・キャラットだったりする
楽屋トーク
音泉だけのおまけコーナー（ジングルは「が・く・や（ハート）」と始まる）。
時間の都合で本編では触れられなかったお便りやネタを交えてまったりと雑談し、ゲストがいる場合は基本的にはその人も居残る。

## ゲスト
※「（）」は地上波AM（ラジオ関西）放送日
2004年
- ＃06（11月 5日） 結城比呂
- ＃07（11月12日） 戒音
- ＃08（11月19日） えべっさん
- ＃10（12月 3日） 桜井弘明（監督）
- ＃12（12月17日） 志村知幸

2005年
- ＃17（ 1月21日） 鈴木達央
- ＃18（ 1月28日） 佐藤裕美
- ＃19（ 2月 4日） BELOVED(ビラビド)（野島健児・沢口千恵・石橋優子・佐藤千裕・鈴木利宗）
- ＃21（ 2月18日）谷山紀章
- ＃28（ 4月 8日）勝杏里
- ＃29（ 4月15日）つっつう（筒井武）※
- ＃32（ 5月 6日）廣田詩夢・近藤佳奈子（G.G.F.）
- ＃34（ 5月20日）亀岡真美・阿澄佳奈（G.G.F.）
- ＃35（ 5月27日）那須めぐみ
- ＃39（ 6月24日）井口裕香（G.G.F.）

※後にこの番組ディレクターを担当